# Rasmus Sterobo
Rasmus Sterebo (voluit Rasmus Brandstrup Sterebo) (11 augustus 1991) is een Deens wielrenner.

## Belangrijkste klasseringen
2013
- 1e etappe Vredeskoers U23
- 3e op het  Deens kampioenschap individuele tijdrit op de weg, Elite